# Suberaie de Ceccia/Porto-Vecchio
Suberaie de Ceccia/Porto-Vecchio este o arie protejată (sit de importanță comunitară — SCI) din Franța întinsă pe o suprafață de 1.117 ha, integral pe uscat.

## Localizare
Centrul sitului Suberaie de Ceccia/Porto-Vecchio este situat la coordonatele 41°34′21″N 9°15′07″E / 41.5725°N 9.25194°E.

## Înființare
Situl Suberaie de Ceccia/Porto-Vecchio a fost declarat arie specială de conservare în baza directivei 92/43 din 1992 referitoare la conservarea habitatelor naturale și a faunei și florei sălbatice pentru a proteja 10 specii de animale.

## Biodiversitate
Situată în ecoregiunea mediteraneană, aria protejată conține 6 habitate naturale: Păduri de Quercus suber, Galerii de Salix alba și de Populus alba, Râuri mediteraneene cu debit intermitent, cu specii de Paspalo-Agrostidion, Cursuri de apă de la nivel de câmpie la nivel montan, cu vegetație Ranunculion fluitantis și Callitricho-Batrachion, Păduri de Quercus ilex și Quercus rotundifolia, Iazuri temporare mediteraneene.
La baza desemnării sitului se află mai multe specii protejate:
- amfibieni (1): Discoglossus sardus
- mamifere (4): liliac cârn (Barbastella barbastellus), liliac cărămiziu (Myotis emarginatus), liliacul mare cu potcoavă (Rhinolophus ferrumequinum), liliacul mic cu potcoavă (Rhinolophus hipposideros)
- nevertebrate (2): croitorul mare al stejarului (Cerambyx cerdo), Papilio hospiton
- reptile (3): țestoasa de baltă (Emys orbicularis), Euleptes europaea, țestoasă bănățeană (Testudo hermanni)

Pe lângă speciile protejate, pe teritoriul sitului au mai fost identificate 13 specii de plante, 2 specii de amfibieni, 7 specii de mamifere, 6 specii de reptile.